# Cerodontha pubicata
Cerodontha pubicata är en tvåvingeart som beskrevs av Spencer 1959. Cerodontha pubicata ingår i släktet Cerodontha och familjen minerarflugor.
Artens utbredningsområde är Kongo. Inga underarter finns listade i Catalogue of Life.